# Ряснопіль
Ря́снопіль — село Новокальчевської сільської громади в Березівському районі Одеської області, Україна. Населення становить 945 осіб.

## Історія
Перші людські поселення на території Ряснополя існували ще в ІІ тисячолітті до нашої ери. Як свідчать дослідження археологічної експедиції професора І. В. Фабріціуса (1951 рік), тут було досліджено два поселення епохи пізньої бронзи (XIV — ХІ століть до н. е.). Одне було за кілометр південніше нинішнього Ряснополя — на мисі річки Цареги, інше — теж поряд, але на південний захід. Саме там було знайдено кам'яну сокиру доби бронзи. Про присутність античних поселень на наших теренах свідчить мармурова плита з відповідним текстом, яку знайдено на березі Тилігульського лиману на території теперішньої Софіївки, що неподалік Ряснополя. Велике переселення народів IV — ІХ століть полишило слід у наших краях у вигляді 28 курганів, що зусібіч оточують село.
На початку XVIII століття ці землі у складі Єдисанської орди. Саме тоді було засновано поселення Царегол (тур. Sarighiol — «Жовта річка», «Жовта вода»), перші згадки про яке з'являються у 1779 році у реєстрі населених пунктів, переданих татарами турецькому уряду. Назва поселення у зміненому виді присутня у назві річки Царега. Після російсько-турецької війни татари покинули ці землі, а поселення перейшло під руку Російської імперії. Досліджуючи в 1791—1792 роках новопридбані землі, Франц де Воллан писав про село Царегол у своєму звіті: «Поселення було, мабуть, дуже велике й розміщувалося в чудовій місцевості. Серед іншого тут є рештки кам'яного мосту через річку Царегол, давнього з виду. Тут багато криниць з досить доброю водою. Сліди колишнього обробітку землі тягнуться дуже довго…»

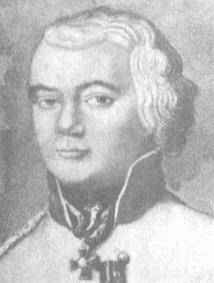
Генерал-майор Гнат Гіжицький

У 1792 року село Царегол і навколишні землі отримує у своє володіння бригадир російської імператорської армії Гнату Ґіжицькому. Наступного року він перевозить сюди селян з Харківської губернії та засновує на місці Царегола нове село і дає йому назву Ґіжицьке (хоча в документах використовується також інша назва — Краснопілля). Це село було не єдиним, що йому належало. Один з документів 1799 року фіксує наявність «сіл Краснопілля та Гуляївки бригадира Ґіжицького». Ґіжицькому належали також село Картакаї (нині — околиця Березівки), хутір Сліпуха, а ще села Ананьївського повіту — Жеребкове, Михайлівка, Осипівка, Онуфріївка та інші. На узвишші навпроти Ґіжицького пан побудував свій маєток, який тепер є частиною ряснопільської школи. Навколо економії почали зводити хати заможні робітники, з'явилося нове поселення, яке назвали Гнатівкою — від імені пана. Тепер Гнатівка — частина Ряснополя, один з його кутів. Інший кут зветься Бочанка, за непідтвердженими даними, від імені козака Бочана. У 20-х роках XIX століття син Гната Ґіжицького — Олександр — запросив на постійне проживання до села євреїв з Галичини, що справило великий вплив на становлення села як одного з важливих торгових центрів Одеського повіту. 1832 року Ґіжицьке та Гнатівка отримують статуси містечок.

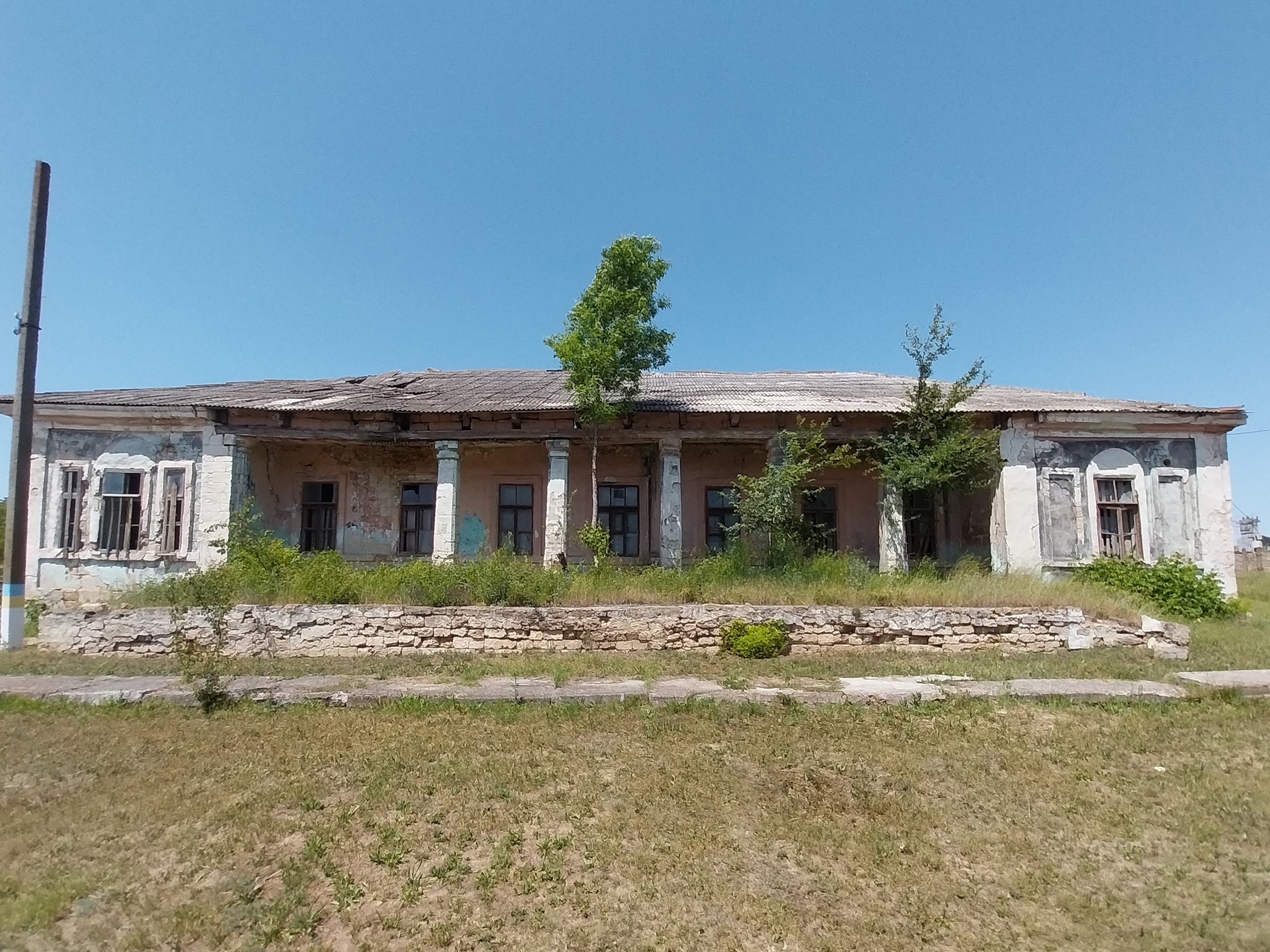
Покинутий маєток Ґіжицьких

З 1835 року на картах Херсонської губернії вперше з'являється нова назва поселення — Ряснопіль. Значний вплив на подальший розвиток Ряснополя належить колоністам з Пруссії, Вюртембергу, Пфальцу, які почали з'являтися у наших місцях у 1810— 1820-х роках. Німці-переселенці заснували тут десятки колоній, серед яких — Рорбах (нині — Новосвітлівка), Вормс (Виноградне), Ландау (Широкий Лан), Юганосталь (Іванівка), Ново-Кандель та інші. З собою в наші краї ці переселенці принесли поважне ставлення до праці, нові агротехнології, культуру побуту і дозвілля. У справі реалізації виробленої продукції на базарах Березівки та Ряснополя німцям велику допомогу надавали місцеві євреї, які на той час у містечку збудували цілий житловий квартал з лавками та майстернями, а також синагогою. До 1859 року Ряснопіль розростається до 300 душ, а Гнатівка — до 580. У 1861 році Ряснопіль стає центром однойменної волості, до якої входять понад 30 сіл.

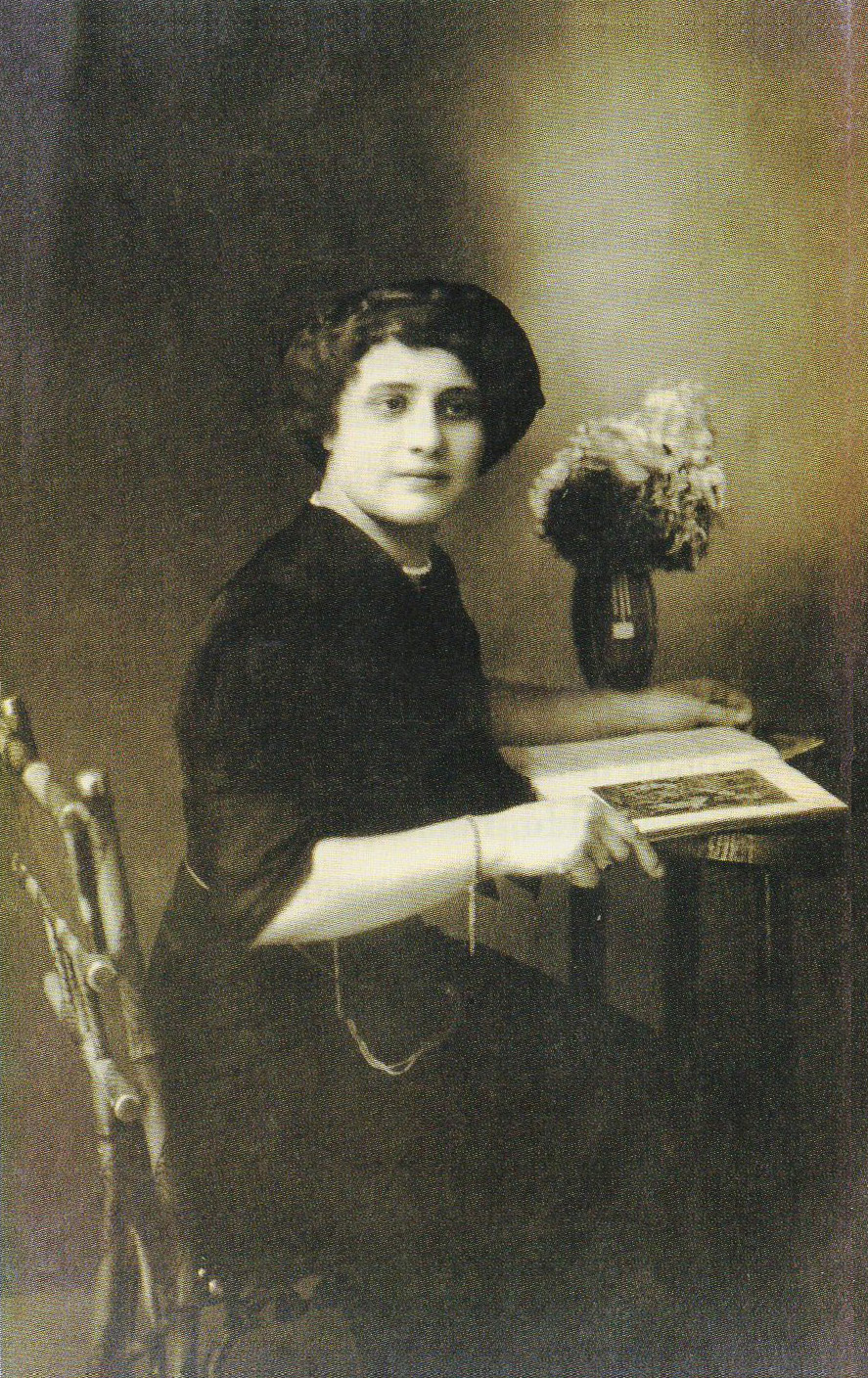
Любов Іванівна Ґіжицька (Куріс)

1862 року в Ряснополі та Гнатівці засновуються поміщицькі школи. Опікали їх Іван Олександрович та його дружина Олена Дорофіївна Ґіжицькі. До 1869-го зарплата вчителя Ряснопільської школи становила 80 карбованців на рік. Потім, протягом кількох років, школа утримувалася на кошти громади, а 1872-го, очевидно, через убогість «сільського бюджету», була закрита. У 1874 році донька Івана Ґіжицького Любов пожертвувала 340 карбованців на облаштування навчального закладу, і його прийняло на баланс земство. Зарплата вчителя тепер піднялася до 400 карбованців на рік. Школа відзначалася як зразкова, навчалися в ній переважно хлопчики. Збереглися дані за 1870 рік, за якими у Ряснополі до школи ходили 22 хлопчики і 5 дівчаток, а у Гнатівці відповідно — 25 і 2.
На початку 1860-х на Ряснопільщині з'являється така релігійна громада, як штунди. Маніфест про скасування кріпацтва 1861 року давав селянам право вибору, на кого працювати, тому вони могли найматися й до німців-колоністів, від яких українці переймали віру. Першим місцевим штундою-українцем вважається житель села Основа Ряснопільської волості Федір Онищенко. У січні 1865 року архієпископу Херсонському і Таврійському Дмитрію доповіли, що «в Основі деякі православні підозрюються в належності до німецької секти». В перші роки діяльності штунд влада обмежувалася тільки стеженням за їх зборами, то згодом почалися справжні репресії. На початку 1867 року, як свідчать архівні документи, жителі Основи під керівництвом свого старости «били без суду різками» Ратушного, Капустяна, Балабана, яких потім заарештував слідчий Одеського повіту і відправив до в'язниці. Попри арешти, у Гнатівці й Основі незабаром громада штундистів виросла до 219 осіб. Цікаво, що навіть у побуті українські баптисти стали наслідувати німців. Наприклад, внутрішні двері у нових будинках почали розділяти на дві частини. Вдень замикалася лише нижня частина, а верхня слугувала вікном на кухню.
У 1865 році в Херсонській губернії були створені земства, які мали управу, а керівництво обиралося на кожні три роки земським зібранням. В Ряснополі розпочалося відновлення за рахунок земства школи, ремонтувалися дороги, запроваджувалися ярмарки, відкривалися нові пошти, лікарні. У 1877 році інвестиції у капремонт мосту через річку Царегу склали 1277 карбованців. У 1881 році територію Одеського повіту поділили на дев'ять медичних дільниць. Однією з них стала Ряснопільська, до якої увійшли населені пункти Ряснопільської, Рорбахської, Новопокровської, Нейзаської та Анатолійської волостей з населенням 17,5 тисячі осіб. Того ж року у Ряснополі відкрилася лікарня, в якій працювали лікар і фельдшер. 1876-го на службу сюди був скерований повітовий лікар К. Ламзакі. Пропрацював він у селі понад 25 років. Саме за його піклування та організації ним доброчинства з боку місцевих землевласників була успішно розбудована лікарня, при якій діяла навіть бібліотека для хворих.
Станом на 1881 рік населення Ряснополя становило 424 душі. У Гнатівці мешкало 552 особи. За національним складом переважали українці, євреї та німці. Основними власниками земель були пани Іван Олександрович та Олена Дорофіївна Ґіжицькі, які багато часу проводили у своєму ісаївському маєтку. Частиною земель поблизу Ряснополя володів Іван Іраклійович Куріс, що був власником замку в селі Курісове. Його дружиною була донька Ґіжицьких — Любов. Щодо обробітку земель, то більшу їх частину пани здавали в оренду міщанам з Одеси, німцям-колоністам та окремим селянам строком на 8—12 років з розрахунку 2,5 — 3 карбованці за десятину. Загальна кількість орендарів становила 50—60 осіб. Однак на території Ряснопільської волості тоді проживало близько 5 тисяч громадян, і їхній соціальний стан за такого способу користування землями, зрозуміло, покращуватися не міг. Подібна ситуація спостерігалася і в інших волостях Російської імперії. Щодо Гнатівки, то через зниження купівельної спроможності основної маси населення 1893 року вона втратила статус містечка і почала зватися селом.
Станом на 1886 у містечку, центрі Раснопільської волості Одеського повіту Херсонської губернії, мешкало 243 особи, налічувалось 46 дворових господарств, існували православна церква, єврейська синагога, школа, 11 лавок, лазня, 5 постоялих дворів, відбувались базари через 2 тижня по неділях. За 16 верст — поштова станція.
На початку 20-го століття в селі підсилилися революційні настрої, була створена дружина. 2 січня 1906 року дружинники захоплюють економію поміщиці Анкундинської, за що організатори повстання були засуджені на каторгу. 10 вересня 1917 року відбулися вибори органів місцевого самоврядування — головою ряснопільської виборчої комісії був доктор П. Л. Глазунов. Більшість у виборному органі належала есерам, первинну організацію яких очолював кооператор Андрій Дудник. Селяни створили земельний кооператив, а євреї містечка заснували кредитне товариство. У грудні 1917-го до влади на місцях стали приходити більшовики — у селі почалися безлади, розруха. З приходом до Ряснополя австрійської армії ситуація стабілізувалася, зросло виробництво і реалізація хліба. Восени 1918-го, з відходом австрійців, у селі запанувала анархія, влада постійно змінювалася. На початку 1919 року до влади знову прийшли більшовики. Згодом розгорівся конфлікт між більшовиками та німцями-колоністами. Селяни Ряснополя у своїх поглядах розділилися. У серпні 1919-го, коли опір більшовикам з боку німецьких колоністів набув масового характеру, частина озброєних ряснопільців на чолі з псаломщиком Молим виступила на підтримку повстанців, а інша частина, що симпатизувала більшовикам, вступила у бій з односельцями.
Під час організованого радянською владою Голодомору 1932—1933 років помер щонайменше 1 житель села.

## Населення
Згідно з переписом 1989 року населення села становило 1062 особи, з яких 485 чоловіків та 577 жінок.
За переписом населення 2001 року в селі мешкало 945 осіб.

### Мова
Розподіл населення за рідною мовою за даними перепису 2001 року:
| Мова       | Відсоток |
| ---------- | -------- |
| українська | 95,45 %  |
| російська  | 1,9 %    |
| болгарська | 0,74 %   |
| румунська  | 0,74 %   |
| вірменська | 0,53 %   |
| циганська  | 0,42 %   |